# Върховен съд на Народна република България
Върховният съд е най-висшата съдебна инстанция в Народна република България, създадена съгласно чл. 41 от „Закона за устройството на съдилищата“ на 26 март 1948 г. (след сливането на Върховния административен съд, Върховния касационен съд и Върховния военен съд). Сред задачите на Върховния съд влизат: упражняване съдебен надзор върху всички съдилища в страната и проучаване и обобщаване съдебната практика.
Състои се от наказателна, гражданска и военна колегия, чиито състави се разпределят по отделения. Заседава в състав от председател и двама съдии. Съдиите от ВС се избират от Народното събрание за срок от пет години.
Върховният съд продължава да действа на практика чак до 1996 г., когато започват да функционират възстановените от Конституцията от 1991 г. ВКС и ВАС.